# كرايغ جونسون (روائي)
كرايغ جونسون (بالإنجليزية: Craig Johnson) (و. 1961  م) هو روائي، وكاتب، وممثل، وكاتب جريمة، ومخرج، وكاتب سيناريو أمريكي، ولد في هنغتينغتون، فيرجينيا الغربية.

## وصلات خارجية
- كرايغ جونسون على موقع IMDb (الإنجليزية)
- كرايغ جونسون على موقع أول موفي (الإنجليزية)
- كرايغ جونسون على موقع كينوبويسك (الروسية)